# Националсоциалистически германски съюз на студентите
Националсоциалистически германски съюз на студентите (на немски: Nationalsozialistischer Deutscher Studentenbund; NSDStB) е организация на Националсоциалистическата германска работническа партия, създадена с целта за интегриране на университетското образование и академичния живот в рамките на националсоциалистическия мироглед.
Организирана стриктно в съгласие с Führerprinzip (или „лидерски принцип“), NSDStB настанява своите членове в т.нар. Kameradschaftshäusern или „Къщи за приятели“), а от 1930 г. членовете му са облечени в класически кафяви ризи и с отличителния знак Свастика.
След поражението на Германия през Втората световна война, нацистката партия заедно с нейните отдели и свързани организации са обявени за „престъпни организации“ и забранени от съюзническия Контролен съвет на 10 октомври 1945 г.